# Маяки (Нижегородская область)
Маяки — деревня в Тоншаевском районе Нижегородской области. Входит в состав городского поселения «Рабочий посёлок Пижма».

## История
Ранее входила в состав Большекувербского сельсовета.

## Общая физико-географическая характеристика
Географическое положение
По автомобильным дорогам расстояние до областного центра города Нижний Новгород составляет 250 км, до районного центра рабочего посёлка Тоншаево — 13 км. Абсолютная высота 148 метров над уровнем моря.
Часовой пояс
Маяки, как и вся Нижегородская область, находится в часовой зоне МСК (московское время). Смещение применяемого времени относительно UTC составляет +3:00.

## Население
| 2002 | 2010 |
| ---- | ---- |
| 44   | ↘29  |

Национальный состав
Согласно результатам переписи 2002 года, в национальной структуре населения марийцы составляли 91 % из 44 человек.